# Camille Liénard
Camille Liénard (* 2. Juli 1934 in Schaarbeek; † 24. März 2021 in Marthon, Frankreich) war ein belgischer Bobfahrer.
Gemeinsam mit Jean de Crawhez, Thierry De Borchgrave, Charly Bouvy und Jean-Marie Buisset startete Camille Liénard bei den Olympischen Winterspielen 1964 in Innsbruck im Viererbob-Wettkampf für Belgien. Das Team belegte den 17. Rang.